# Hans Eick (Gewerkschafter)
Hans Eick (geboren am 11. März 1906 in Frankfurt am Main; gestorben am 1. April 1979 ebenda) war ein deutscher Gewerkschaftsfunktionär und Kommunalpolitiker.

## Leben und Wirken
Der gelernte Schlosser trat schon im Jahr 1920 in den Deutschen Metallarbeiter-Verband ein. Er war dort als Kassierer, Vertrauensmann und Betriebsratsmitglied tätig. 1922 schloss er sich der SPD an. Ungewöhnlich für einen Gewerkschaftsfunktionär war, dass er 1926 die Meisterprüfung als Mechaniker vor der Handwerkskammer Wiesbaden bestand und dann bei der Akademie der Arbeit (AdA) in Frankfurt am Main 1929 ein Studium begann. Aufgrund der Machtergreifung der Nationalsozialisten wurde er im Jahr 1933 vom Studium durch Entlassung ausgeschlossen. Nach der dadurch bedingten Arbeitslosigkeit und dem Zweiten Weltkrieg arbeitete er ab 1945 aktiv am gewerkschaftlichen Wiederaufbau in Hessen mit.
Von 1948 bis 1952 war er Stadtverordneter der SPD-Fraktion und von 1952 bis 1977 ehrenamtlicher Stadtrat der Stadt Frankfurt am Main, wo ihm u. a. das Ressort der Stadtreinigung unterstand. Nach einem Besuch in Lausanne machte er sich stark, ebenfalls eine Müllverbrennungsanlage am Rande der Nordweststadt zu errichten, die noch heute in Betrieb der FES GmbH ist.
Währenddessen war er ab 1949 Leiter des IG-Metall-Bezirks Frankfurt am Main ab 1950 Bezirksleiter für Hessen und 1968 bis 1971 Hauptkassierer der IG Metall. Er leitet zahlreiche Tarifverhandlungen.

## Ehrungen
Im Jahr 1975 wurde ihm die Ehrenplakette der Stadt Frankfurt am Main verliehen.

## Würdigungen
Im Stadtteil Bockenheim seiner Heimatstadt ist der Hans-Eick-Weg nach ihm benannt.